# Vestigialitate
Vestigialitatea este un concept corelat evoluției biologice și care se referă la acele organe, numite organe vestigiale, care și-au pierdut, total sau parțial, funcționalitatea.
În lucrarea sa, "Originea speciilor", Charles Darwin consideră organele vestigiale drept dovadă a teoriei evoluționiste.
Printre acele organe preluate de la strămoșii omului se pot enumera:
- Apendicele vermiform
- Osul coccis
- Măselele de minte
- Mușchiul occipitalis minor
- Plica semilunară a ochiului
- Mușchiul palmaris longus
- Mușchiul levator claviculae
- Mușchii auriculari
- Mușchiul piramidal al abdomenului
- Mușchiul plantar
- Părul de pe corp
- Splina
- Timusul
- amigdalele.